# Aria Fischer
Aria Fischer (ur. 2 marca 1999 w Laguna Beach) – amerykańska piłkarka wodna, reprezentantka Stanów Zjednoczonych, dwukrotna mistrzyni olimpijska z Rio de Janeiro w 2016 i z Tokio w 2021, mistrzyni świata i igrzyska panamerykańskich.
W 2016, w wieku 17 lat i 170 dni, została najmłodszą w historii medalistką olimpijską w piłce wodnej.

## Życie prywatne
Jej ojciec Erich Fischer reprezentował Stany Zjednoczone w turnieju piłki wodnej na igrzyskach w Barcelonie w 1992. Jej matka Leslie również była waterpolistką i grała w drużynie uniwersyteckiej. Piłkarką wodną i reprezentantką Stanów Zjednoczonych została także jej siostra Mackenzie Fischer.
Aria Fischer studiowała język angielski na Uniwersytecie Stanforda.

## Kariera reprezentacyjna
Od 2014 reprezentuje Stany Zjednoczone na zawodach międzynarodowych. Z reprezentacją uzyskała następujące wyniki:
| Rok  | Impreza                            | Miejsce        | Pozycja    |      |                                                 |       |            |
| ---- | ---------------------------------- | -------------- | ---------- | ---- | ----------------------------------------------- | ----- | ---------- |
| Rok  | Impreza                            | Miejsce        | Pozycja    | 2015 | Mistrzostwa Świata Juniorek w Piłce Wodnej 2015 | Wolos | 1. miejsce |
| 2016 | Letnie Igrzyska Olimpijskie 2016   | Rio de Janeiro | 1. miejsce |      |                                                 |       |            |
| 2017 | Mistrzostwa Świata w Pływaniu 2017 | Budapeszt      | 1. miejsce |      |                                                 |       |            |
| 2019 | Mistrzostwa Świata w Pływaniu 2019 | Gwangju        | 1. miejsce |      |                                                 |       |            |
| 2019 | Igrzyska Panamerykańskie 2019      | Lima           | 1. miejsce |      |                                                 |       |            |
| 2021 | Letnie Igrzyska Olimpijskie 2020   | Tokio          | 1. miejsce |      |                                                 |       |            |